# 海津市立大江小学校
海津市立大江小学校 （かいづしりつ おおえしょうがっこう）は、かつて岐阜県海津市海津町にあった公立小学校。
少子化のため、2024年に旧・海津町の5つの小学校（高須小、吉里小、東江小、大江小、西江小）を統合。海津市立海津小学校の新設により廃校。
廃校後、校舎等は市の新たな教育支援センターに、体育館とグラウンドは地域の体育施設として利用される予定である。

## 沿革
- 1872年（明治5年） - 渾沌学校が開校する。
- 1873年（明治6年） - 温故義校に改称する。福江村、古中島村、石亀村、森下村の児童が通学する。
- 1886年（明治19年） - 福江尋常小学校に改称する。
- 1889年（明治22年） - 
  - 森下村、石亀村の児童が、益友簡易科小学校へ転出する。
  - 金廻村の金廻村簡易科小学校を吸収合併する。
- 1897年（明治30年） - 
  - 福江村、金廻村、油島村、古中島村、外浜村、森下村、石亀村、及び万寿新田の一部が合併し、大江村が発足。
  - 大江尋常小学校に改称する。
- 1901年（明治34年） - 外浜・森下・石亀の児童が日原尋常小学校から大江尋常小学校へ転入する。
- 1904年（明治37年） - 農業補習学校を付設する。
- 1920年（大正9年） - 大江尋常高等小学校に改称する。
- 1941年（昭和16年） - 大江国民学校に改称する。
- 1947年（昭和22年） - 大江村立大江小学校に改称する。
- 1955年（昭和30年）1月15日 - 高須町、西江村、大江村、吉里村、東江村が合併し、海津町が発足。同時に海津町立大江小学校に改称する。
- 1975年（昭和50年） - 新校舎（鉄筋コンクリート造）が完成。
- 1984年（昭和59年） - 屋内運動場が完成。
- 1995年（平成7年） - 校舎（特別教室棟）が完成。
- 2005年（平成17年）3月28日 - 海津町、平田町、南濃町と合併して海津市が発足。同時に海津市立大江小学校に改称する。
- 2024年（令和6年）
  - 2月3日 - 閉校式を行う。
  - 3月31日 - 廃校。

## 通学区域[3]
全て海津町の地域。
- 石亀
- 森下
- 外浜
- 福江
- 古中島
- 金廻
- 油島
- 立野（中一色）
- 七右エ門新田
- 万寿新田

## 進学先中学校
- 日新中学校